# 8776 Кампестріс
8776 Кампестріс (8776 Campestris) — астероїд головного поясу, відкритий 16 жовтня 1977 року.
Тіссеранів параметр щодо Юпітера — 3,339.